# Birger Carlstedt
John Birger Jarl Carlstedt, född 12 juli 1907 i Helsingfors, Finland, död 3 oktober 1975 i Helsingfors, var en finlandssvensk målare och pionjär inom modern konst. Utmärkande för hans stil är en långtgående förenkling och en mättad färgskala. Han är mest känd som tidig modernist i slutet av 1920-talet och som konkretist på 1950-talet.

## Biografi

### Familj och privatliv
Birger Carlstedts far Johan Wilhelm (1870–1913) föddes i Karlskrona i Sverige och hette egentligen Winnansson i efternamn. Familjen ska ursprungligen ha varit från Finland, men hade emigrerat till Sverige efter Freden i Fredrikshamn år 1809. Johan Wilhelm flyttade till Stockholm som 17-åring och bytte då efternamn till Carlstedt. 
Birgers mor Amanda Josefina Lindström (1872–1956) föddes i Sjundeå. Hon flyttade till Helsingfors som mycket ung och började arbeta på restaurang. I början av 1890-talet flyttade hon till Stockholm , där hon arbetade inom hotell- och restaurangbranschen. Där torde hon ha träffat Johan Wilhelm Carlstedt, som också arbetade inom restaurangbranschen.  Paret gifte sig år 1904 i Helsingfors och köpte en restaurang. Efter att Birgers far dog år 1913 fortsatte modern som restaurangidkare ända till år 1938 och köpte genom åren upp flera restauranger i Helsingfors.  
Birger föddes den 12 juli 1907 i Helsingfors. Han hade ett äldre syskon som dog och en yngre bror, Knut Wilhelm, som föddes år 1910. Det två bröderna hade en nära relation. Knut arbetade som bilhandlare, men stupade i Vinterkriget år 1940. 
Familjen var välbärgad och hade fyra betjänter då Birger växte upp. Hemma talade familjen svenska, franska och tyska, så Birger lärde sig finska först i skolan.  Carlstedts bodde länge i Balders hus på Alexandersgatan 12 i Helsingfors, och senare bland annat på Myntverksgatan 3, Högbergsgatan 45 och Bergmansgatan 7.
År 1912 köpte föräldrarna en 2,3 hektar stor tomt i Mattby och lät bygga en tvåvåningsvilla med mansardtak som de kallade Villa Johannesberg. Villa Johannesberg förstördes i en eldsvåda år 1917. Då bad Amanda Carlstedt arkitekten Lars Sonck i uppdrag att planera en ny villa. Villa Fyrenäs, nuvarande Villa Carlstedt stod klart år 1918. År 1930 lät Birger uppföra en ateljébyggnad på familjens tomt i Mattby. Där bodde han fram till sin död.

Skiss för konstnärens ateljéhus, ca. 1930.

Birger var gift tre gånger, men hade inga barn. År 1931 gifte han sig med sin studiekamrat Ingegärd Jacquette af Forselles, som tidigare hade varit privatelev för Uuno Alanko. Hon dog dock redan år 1933. Birger gifte om sig år 1941 med Inga Hjördis Beatrice Roos (1913-1970), kallad Tupsu. Hon satt ofta modell för Birgers nakenstudier på 1940-talet. Äktenskapet slutade i skilsmässa år 1948.
År 1949 gifte Birger om sig igen med den kända konsertpianisten France Ellegaard (1912-1999). Det äktenskapet varade fram till Birgers död. Paret bodde i början av 1950-talet i flera repriser i Paris, men bodde huvudsakligen i ateljébyggnaden i Mattby. Birger målade i byggnadens övre våning och France spelade på sin flygel i bottenvåningen. De gav båda privatlektioner i hemmet och Birger undervisade på arbetarinstitutet och i Drumsö svenska samskola.  Efter parets död tillföll deras gemensamma egendom Föreningen Konstsamfundet. 

### Studier och unga år
Birgers skolframgångar var anspråkslösa i allt utom teckning. Tack vare ett specialtillstånd fick Birger redan som 13-åring följa med undervisningen i Finska Konstföreningens ritskola i Helsingfors. År 1923, då Birger var 16 år, reste han tillsammans med Amanda och Knut till Paris. Den resan kallade han senare för sin bildningsresa. 
Birger bedrev sina egentliga studier vid Finska Konstföreningens ritskola år 1926-1928, då han också studerade vid Centralskolan för konstflit under ledning av Werner Åström. Han studerade också i Paris under 1920– och 1930-talen. Carlstedt hörde redan som student till den relativt lilla grupp konstnärer som ständigt var öppna för nya influenser och vågade experimentera med nya uttrycksformer. Han blev tidigt intresserad av det europeiska avantgardet och påverkad av kubism och surrealism blev hans stil allt mer nonfigurativ. 
Med stöd av rika föräldrar kunde han resa i flera länder och besökte under sina resor bland annat Bauhaus- och De Stijl-grupperna för att studera deras bildkonst och arkitektur. Modern kom att funger som mecenat under en stor del av Carlstedts liv. 

Skiss för Le Chat Doré, 1929

År 1929 inredde Birger sin mors restaurang Le Chat Doré i ultramodern stil med konst och utformning i en syntes av funktionalism och konstruktivism.  Han strävade efter en geometrisk komposition och funktionalism. En förebild var kaféet L’ Aubette i Strasbourg, som hade inretts av Theo van Doesburg, Jean Arp och Sophie Taeuber-Arp 1926–1928. På den tiden förmådde den finländska allmänheten och kritikerna inte ännu uppskatta det konkretistiska formspråket med enbart färg och form, och när modern 1933 sade upp hyreskontraktet förstördes inredningen så när som på några stolar. Han fick också några andra inredningsuppdrag.
Åren 1930–32 var en produktiv period för Carlstedt då han målade en serie av expressionistiska, surrealistiska och kubistiska verk och även genomförde en helt abstrakt komposition med cirklar och trianglar. År 1930–1931 målade han två verk i Paris som han kallade Kubistiskt stilleben. Hemma i Finland målade han Ett kubistiskt stilleben och Cirkel och trianglar år 1932. 
Hans första stora utställning var i Helsingfors konsthall 1932. Den blev också föremål för hård kritik. Inom det finländska konstlivet stärktes de konservativt fosterländska idéerna, och man saknade förmåga att uppskatta den internationella abstrakta konsten.

Skräck, 1929.

### Senare år
Carlstedt övergav abstraktionen och återgick till realismen, enligt egen utsago av ekonomiska skäl. Han ägnade sig resten av 1930-talet och nästan hela 1940-talet åt ett figurativt eller halvfigurativt och surrealistiskt måleri. Samtidigt arbetade han också med scenografi.  
År 1938 tillbringade Carlstedt två månader i Nordafrika, i bland annat Marocko och Algeriet. Han målade lokalbefolkningen och fick mycket beröm för de läckra färglösningar han använde. De nordafrikanska konstverken ställdes ut i Konstsalongen i Helsingfors hösten 1938.
Efter andra världskriget intog Carlstedt en ny surrealistisk linje, där några av målningarna hade en mörk och mardrömslik prägel, som kunde ses som en reflexion av det traditionella krigets fasor och av den mentala tomhet som kriget medfört i Europa. Tillsammans med Sam Vanni blev han pionjär för det nonfigurativa måleriet i Finland. 
Han utförde en stor väggmålning i olja för arbetarmatsalen i Kauttua bruk i Kauttua år 1947–1950 Finland. Först omkring 1950 återgick han till sitt konkretistiska måleri, efter att en tid ha använt sig av kubistiska kompositionsprinciper. 
På 1950-talet återvände Carlstedt till Paris och övergick till allt mer traditionella former av abstrakt uttryck, vilket han fortsatte att utveckla under resten av sin karriär. Senare på 1950-talet var Carlstedt med om att grunda den finländska gruppen Espace. Liksom sin internationella förebild strävade gruppen efter att upphäva gränsen mellan arkitektur och bildkonst.
År 1964 tilldelades Birger Carlstedt Pro Finlandia-medaljen av Urho Kekkonen.